# Paa spinosa
Paa spinosa és una espècie de granota que viu a la Xina, Vietnam i, possiblement també, a Laos i Myanmar.
Està amenaçada d'extinció per la pèrdua del seu hàbitat natural.